# 育新站 (北京市)
育新站是一个位于中国北京市海淀区西三旗街道和昌平区回龙观街道交界建材城西路、黃平路交叉口，属于北京地铁8号线的地铁车站。

## 位置
该站位于北京市区北部，五环路外，建材城西路（大致呈东西向）和黄平路（大致呈南北向）交口北侧，约呈南北走向。

## 结构

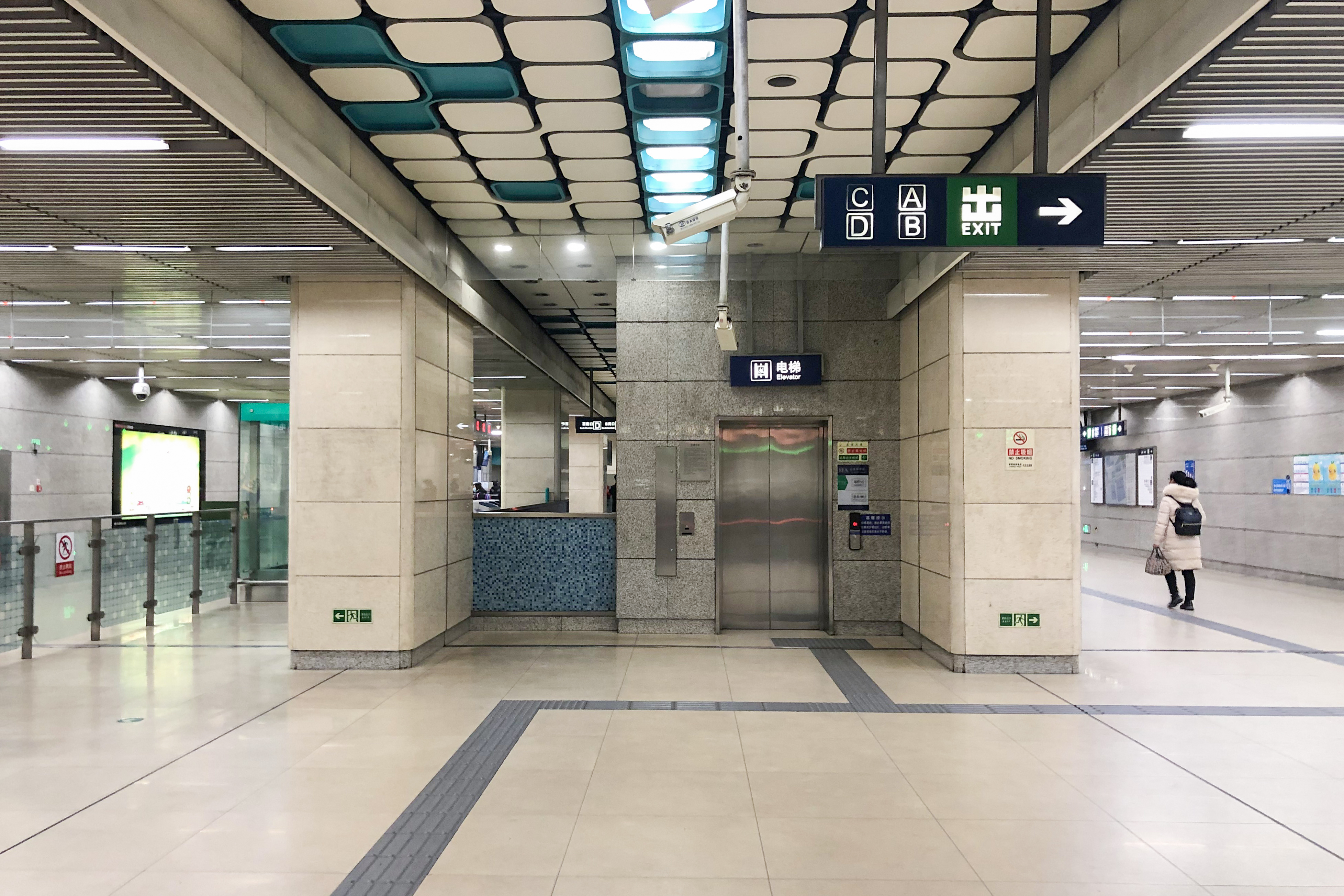
站厅（2021年3月摄）

该站为地下车站，岛式站台设计。每层顶部的装饰灯带为青色。
| 地面层          | 街道                    | A-D出入口                        |
| 地下一层 站厅层 | 站厅                    | 客务中心、自动售票机、进出站闸机 |
| 地下二层 站台层 |                         | █ 8号线往朱辛庄（霍营）          |
| 地下二层 站台层 | 岛式站台，左側開门      |                                  |
| 地下二层 站台层 | █ 8号线往瀛海（西小口） |                                  |

## 出入口
|                       |                        |                  |      |            |
| 出口编号              | 指示                   | 建议前往的目的地 | 照片 | 无障碍设施 |
| 出口 · A              | 北京石油干部管理学院   |                  |      | 不適用     |
| 出口 · B              | 北新家园、泰华龙旗广场 |                  |      | 不適用     |
| 出口 · C · 升降机标志 | 北新国际住宅产业基地   |                  |      |            |
| 出口 · D              | 育新花园               |                  |      | 不適用     |
| 註： 設有             |                        |                  |      |            |